# Programma pluriennale di attuazione
Il Programma Pluriennale di Attuazione (abbreviato in PPA), in Italia, è uno strumento urbanistico tramite il quale un comune italiano individua le aree e i tempi nei quali interverrà stimolando la realizzazione di edifici (comparti edificatori) in quelle aree o realizzandole in proprio o permettendo che i privati, possessori di quelle aree medesime, possano unirsi in consorzio per realizzare le opere.
Esso  è il principale strumento di attuazione del Piano Regolatore Generale e degli altri piani urbanistici. La programmazione, cioè la parte economica e tempistica del progetto, può coprire un lasso di tempo che va da 3 a 5 anni, una volta approvato non potrà essere modificato per almeno l'anno successivo.

## Contenuto
Il contenuto dei P.P.A. dovrà essere coordinato rispetto alla legislazione statale e regionale vigente, dovrà essere redatto tenendo conto del bilancio del comune, del piano annuale e del piano triennale che il comune ha previsto per le opere pubbliche.

## Utilizzo
È lo strumento di collegamento tra la parte urbanistica ed economica, poiché nella sua documentazione è previsto il bilancio dei finanziamenti e delle spese che saranno effettuate.
In base alla legge 25 marzo 1982 n. 94 non esiste più l'obbligo di redigere il PPA da parte della pubblica amministrazione in alcuni casi:
1. Per interventi previsti nei piani di zona
2. Per interventi di recupero sull'esistente
3. Per aree di completamento già dotate di urbanizzazione primaria
4. Per comuni sotto i 10'000 abitanti, se le regioni non obblighino a redigerlo ugualmente

## Requisiti
Per redigere il programma pluriennale di attuazione non serve da parte del comune il parere di altri enti, nemmeno l'approvazione da parte della regione. Tuttavia dovrà essere mandata una copia alle regioni. Il programma pluriennale di attuazione dovrà essere composto da:
1. Bilancio economico delle opere pubbliche, in relazione al piano triennale delle opere pubbliche
2. Se previsto dal comune il PEEP, allora il programma dovrà indicare gli immobili e le aree destinate
3. Rapporto con i piani attivi vigenti
4. Il rapporto tra la coordinazione del bilancio pluriennale e il programma triennale delle opere pubbliche

## Riferimenti normativi
- Art. 6 del Decreto-Legge 23 gennaio 1982, n. 9 (Norme per l'edilizia residenziale e provvidenze in materia di sfratti)

### Leggi regionali

#### Regione Puglia
- Art. 37 della Legge regionale 31/05/1980, n. 56